# Igor Śmiałowski

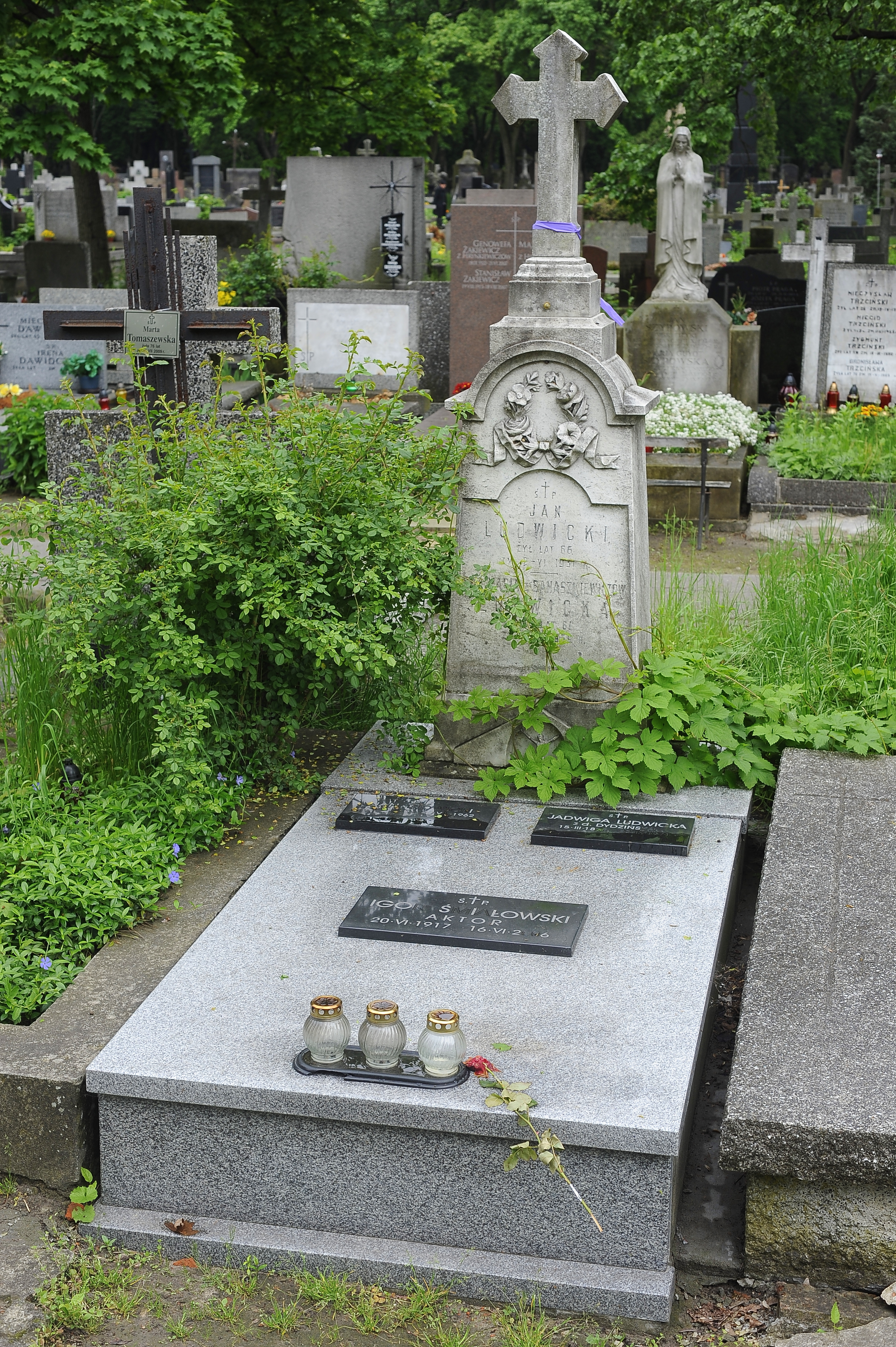
Grób Igora Śmiałowskiego na cmentarzu Powązkowskim w Warszawie

Igor Śmiałowski-Smirnow (ur. 20 czerwca 1917 w Moskwie, zm. 16 czerwca 2006 w Warszawie) – polski aktor teatralny i filmowy.

## Życiorys
Po odzyskaniu przez Polskę niepodległości mieszkał wraz z rodzicami w Wilnie i tam ukończył Państwowe Gimnazjum im. Joachima Lelewela. Po maturze wstąpił do Akademii Sztuk Pięknych, którą porzucił na rzecz Szkoły Podchorążych Rezerwy Artylerii Przeciwlotniczej w Trauguttowie (obecnie Jużnyj Wajennyj Garadok) k. Brześcia.
W 1938 dostał skierowanie do fabryki zbrojeniowej w Starachowicach. W obronie Polski we wrześniu 1939 był żołnierzem 1 Baterii Motorowej Artylerii Przeciwlotniczej 1 Dywizji Piechoty Legionów. Absolwent tajnej szkoły aktorskiej (Studio Dramatyczne) w Wilnie (1940), w tym samym roku debiutował w kabarecie Ksantypa Janusza Minkiewicza.
Aktor (od 1945) teatrów Białegostoku, Krakowa, Katowic i Łodzi, (od 1948) teatrów warszawskich, m.in. Polskiego, Syreny, Rozmaitości i Narodowego. Występował również w Teatrze Polskiego Radia, Teatrze Telewizji oraz w Kabarecie „Wagabunda”.
Po raz ostatni pojawił się na ekranach w 2000 jako hrabia Alfred Bizanc w ostatniej części serialu Dom. Autor zbiorów anegdot teatralnych Igor Śmiałowski opowiada i Igoraszki z Melpomeną oraz wspomnienia Cała wstecz.
Od 1945 do śmierci był żonaty z Danutą.
Zmarł w Warszawie, pochowany na cmentarzu Powązkowskim (kwatera 117-2-8).

## Filmografia (wybór)
- Ostatni etap (1947) – oficer SS
- Miasto nieujarzmione (1950) – Andrzej, bojowiec AL
- Młodość Chopina – Tytus Woyciechowski, przyjaciel Chopina
- Warszawska syrena (1955) – kowal Warsz
- Rodzina Milcarków (1962) – pułkownik Harold Percival
- Mistrz (1966) – gestapowiec
- Don Gabriel (1966) – doktor Stanisław Dog-Leśniewski
- Stawka większa niż życie (serial telewizyjny odc. 3, 1967–1968) – inżynier Erwin Reil
- Chłopi (serial telewizyjny, 1967–1968) – dziedzic
- Epilog norymberski (1970) – generał Erwin Lahousen, współpracownik Canarisa, świadek oskarżenia
- Gniewko, syn rybaka (1970) – wielmoża z otoczenia Łokietka (odc. 2)
- Akcja V – polski major
- Lalka (serial telewizyjny, 1977) – książę
- Żołnierze wolności (1977) – gen. Władysław Sikorski
- Kariera Nikodema Dyzmy (serial telewizyjny, 1980) – książę Roztocki
- Polonia Restituta (1980) – gen. Hans Hartwig von Beseler, gubernator Warszawy
- Zamach stanu (1980) – Aleksander Meysztowicz
- Znachor (1981) – hrabia Czyński, ojciec Leszka
- Dolina Issy (1982) – ksiądz Monkiewicz, następca księdza Peikswy
- Śmieciarz (1987) – profesor (odc. 1)
- Modrzejewska (1989) – Dezydery Chłapowski
- Awantura o Basię (1995) – profesor Mendelson, neurolog
- Awantura o Basię (1996) – profesor Mendelson, neurolog (odc. 11)
- Dom (serial telewizyjny, 1980–2000) – hrabia Alfred Bizanc, stryj Martyny

## Publikacje
- Igor Śmiałowski opowiada, 1974, Warszawa, wyd. Iskry, seria: Biblioteka Stańczyka

## Ordery i odznaczenia
- Krzyż Komandorski Orderu Odrodzenia Polski (2004)
- Krzyż Oficerski Orderu Odrodzenia Polski (1988)
- Krzyż Kawalerski Orderu Odrodzenia Polski (1967)
- Złoty Krzyż Zasługi (22 lipca 1952)[5]
- Medal 10-lecia Polski Ludowej (19 stycznia 1955)[6]
- Odznaka 1000-lecia Państwa Polskiego (1967)
- Odznaka „Zasłużony Działacz Kultury” (1967)